# Polizeiruf 110: Grauzone
Grauzone ist ein Kriminalfilm des HR von Marc Hertel aus dem Jahr 2002 und erschien als 236. Folge der Filmreihe Polizeiruf 110. Es ist für die Ermittler Schlosser (Dieter Montag) und Reeding (Dennenesch Zoudé) der fünfte und für Simone Dreyer (Barbara Rudnik) der erste Fall, den sie ermittelt.
Kommissar Robert Grosche (Oliver Stokowski) fällt einem Anschlag zum Opfer und das Ermittlertrio wird durch eine neue Kommissarin komplettiert.

## Handlung
Gerade als die Beziehung zwischen Robert Grosche und seiner Kollegin Carol Reeding endlich in harmonischen Bahnen läuft, wird Grosche von einem Unbekannten erschossen. Zur Untersuchung des Falls erscheint Simone Dreyer, eine Kollegin aus Köln. Schlosser und Reeding sind misstrauisch, weil sie den Fall lieber allein lösen würden, doch nach den Vorschriften der Polizei muss ein unabhängiger Ermittler hinzugezogen werden. Dreyer kommt ihr neuer Einsatzort sehr gelegen, denn ihr Bruder befindet sich in einer psychiatrischen Klinik in Offenbach und sie kann ihn so regelmäßig besuchen.
Carol Reeding wird aus heiterem Himmel von ihrem Vater, der die Familie vor 20 Jahren verlassen hatte und nach Amerika gegangen war, angerufen. Er ist in Offenbach und möchte seine Tochter gern sehen, um ihr etwas zu erklären. Schon am nächsten Tag treffen sie sich und sie erfährt, dass ihr Vater auf einer US-Airbase stationiert und dort in Schmuggelgeschäfte geraten war. Jetzt wird er deswegen erpresst und soll den so genannten „Ameisenpfad“ aktivieren und auf diesem Wege diskret etwas von Deutschland nach Amerika bringen. John Reeding hält es für möglich, dass der Mord an Grosche eventuell etwas mit seiner Geschichte zu tun haben könnte und man dadurch noch mehr Druck auf ihn ausüben wollte.
Derweil recherchiert Dreyer über Grosche und findet heraus, dass er vorhatte, Carol und ihrem Kind zuliebe den Polizeidienst zu beenden und in der Sicherheitsfirma seines Ex-Kollegen Mertens mitzuarbeiten. Mertens wiederum arbeitet nicht unbedingt loyal seinen Kunden gegenüber, was Grosche erfahren hatte und öffentlich machen wollte. Er entwendete Mertens eine Akte, die dessen schmutzige Geschäfte beweisen konnte und wegen der er letztendlich sterben musste, weil er nicht bereit war, sie zurückzugeben. Um Mertens aus der Reserve zu locken, schickt Dreyer einen Lockvogel, der ihm die Akte zum „Kauf“ anbietet. So gelingt es Rainer, Mertens Handlanger und Killer, festzunehmen und ihn selber zu überführen.

## Hintergrund
Da Kommissar Robert Grosche (Oliver Stokowski) in Grauzone einem Anschlag zum Opfer fällt, wird das Ermittlertrio durch Simone Dreyer (Barbara Rudnik) wieder komplettiert.

## Kritik
Die Kritiker der Fernsehzeitschrift TV Spielfilm vergaben diesem Polizeiruf nur eine mittlere Wertung („Daumen gerade“) und meinten es wäre: „Ein kniffliger Fall, dessen Aufklärung allerdings reichlich holprig geriet.“